# Округ Шико (Арканзас)
Округ Шико (енгл. Chicot County) је округ у америчкој савезној држави Арканзас. По попису из 2010. године број становника је 11.800. Седиште округа је град Лејк Вилиџ.

## Демографија
Према попису становништва из 2010. у округу је живело 11.800 становника, што је 2.317 (16,4%) становника мање него 2000. године.
| Група             | 2000.         | 2010.         |
| Белци             | 5.980 (42,4%) | 4.761 (40,3%) |
| Афроамериканци    | 7.617 (54,0%) | 6.381 (54,1%) |
| Азијати           | 56 (0,4%)     | 55 (0,5%)     |
| Хиспаноамериканци | 407 (2,9%)    | 542 (4,6%)    |
| Укупно            | 14.117        | 11.800        |